# 鄒忠胤
鄒忠胤（？—？），又作鄒忠允，字肇敏，號黍谷居士，南直隶常州府武進縣人。明末政治人物。

## 生平
万历四十年壬子科應天府鄉試舉人，四十一年（1613年）联捷癸丑科第三甲進士。户部觀政，四十二年初授餘杭知縣，改钱塘縣，四十三年本省同考，有惠政。泰昌元年（1620年）擢南京兵部职方司主事，丁憂歸。天啓四年改任北职方司，六年升员外郎。崇祯三年（1630年）九月升湖廣按察司副使，降補武选司主事。崇祯四年（1631年）升职方司员外郎，升福建佥事，七年升本省糧儲道右參議，兼署巡福寧道，平劇寇劉香，轉江西九江道副使。當事欲增加城防工事，忠胤曰：「守在人，不专在地，徒妨農事無益。」以此忤當事，投劾歸。窮研經學，所著有《周易揆》、《尚書稽》、《詩傳闡》、《春秋衷》等書。

## 家族
曾祖鄒驊，益府引禮舍人。父鄒學孟，舉人。
孫鄒祇謨，進士，事母以孝聞，著有《遠志齋詩文》